# Jimmy Bobo
Jimmy Bobo è il personaggio immaginario protagonista della graphic novel francese Du plomb dans la tête, trasposta nel 2013 nell'adattamento cinematografico Jimmy Bobo - Bullet to the Head, in cui è interpretato dall'attore Sylvester Stallone.
È comparso per la prima volta nel 2004, nel primo dei tre volumi della serie, pubblicata poi in edizione integrale nel 2008, dal titolo Les Petits Poissons.

## Biografia del personaggio
26 arresti, 2 condanne, sicario a pagamento con un oscuro passato in marina, Jimmy Bobo è un uomo di mezza età cresciuto in strada e abituato a lottare per la propria sopravvivenza. Lavora come killer a New York, ma, in seguito all'uccisione del partner in affari, si allea con l'agente Taylor Kwon, anche lui privato del suo compagno dagli stessi criminali, per vendicarsi e fare giustizia.
Ha una figlia nata da una relazione con una prostituta, Lisa, che dopo aver abbandonato gli studi in medicina ha intrapreso l'attività di tatuatrice.

## Altri media

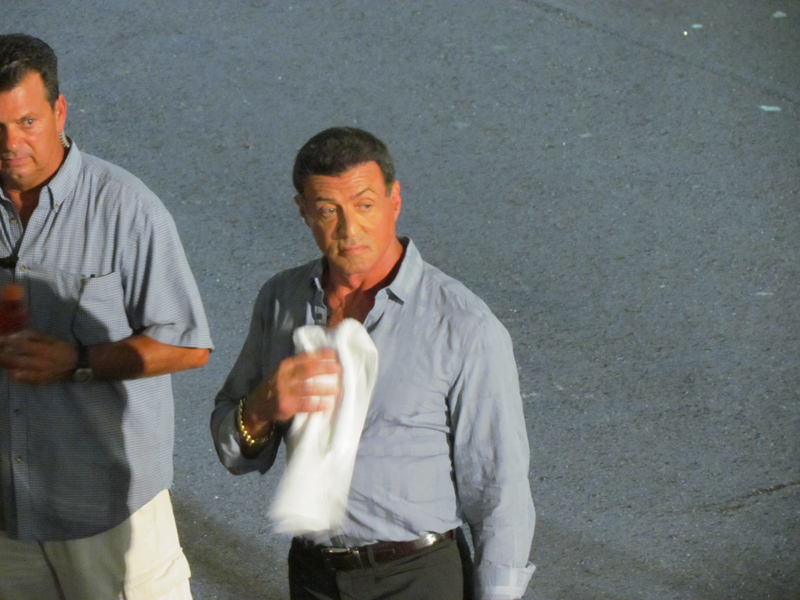
Sylvester Stallone sul set del film Jimmy Bobo - Bullet to the Head

Nel 2013 esce nei cinema l'adattamento cinematografico del fumetto. Il film Jimmy Bobo - Bullet to the Head viene diretto da Walter Hill ed il personaggio di Jimmy Bobo è interpretato dall'attore Sylvester Stallone.